# Hamnkrassing
Hamnkrassing (Coronopus didymus) är en ört inom familjen korsblommiga växter. 